# Fungia distorta
Espèce
Synonymes
- Cycloseris distorta (Michelin, 1842)
- Cycloseris mexicana Durham, 1947
- Diaseris distorta (Michelin, 1843)

Statut CITES
Statut de conservation UICN

 LC  : Préoccupation mineure
Fungia distorta est une espèce de coraux de la famille des Fungiidae.

## Taxonomie
Pour plusieurs sources, dont le WoRMS, ce taxon est invalide et lui préfèrent Cycloseris distorta (Michelin, 1842) le classant ainsi sous le genre Cycloseris.

## Publication originale
- Michelin, 1842 : Description d'une nouvelle espèce de Zoophyte du genre Fongie. Revue Zoologique par La Société Cuvierienne, Association universelle pour l'Avancement de la Zoologie, de l'Anatomie comparée et de la Paléontologie, vol. 5, p. 316 (fr).